# Kaoru Yosano
Kaoru Yosano (与謝野 馨, Yosano Kaoru), né le 22 août 1938 à Tōkyō, dans l'ancien arrondissement spécial de Kōjimachi (qui s'est fondu en 1947 dans celui de Chiyoda), et mort le 23 mai 2017 à Tōkyō, est un homme politique japonais. 
Il est le coprésident fondateur de 2010 à 2011 du parti Tachiagare Nippon après avoir milité pendant près de 40 ans (de 1972 à 2010) au Parti libéral-démocrate (PLD), il siège à la fin de sa carrière, de 2011 à 2012, comme sans étiquette rattaché au groupe du PDJ et Indépendants. Ainsi, bien que situé dans l'opposition à la nouvelle majorité démocrate de 2009 à 2011, il se rallie à cette dernière le 14 janvier 2011. Il est député à la Chambre des représentants, la chambre basse, successivement d'abord pour le 1er district de Tōkyō de 1976 à 2000 et de 2005 à 2009 (au vote unique non transférable jusqu'en 1996, au scrutin uninominal majoritaire à un tour ensuite) puis à la proportionnelle pour le bloc de Tōkyō de 2003 à 2005 et de 2009 à 2012. 
Il occupe de nombreux portefeuilles ministériels au cours des années 1990, 2000 et 2010, généralement en rapport avec les questions économiques et financières. Conservateur fiscal, il est connu pour défendre ardemment le contrôle des dépenses et l'augmentation de la taxe sur la consommation. Il est ainsi ministre de l'Éducation et de la Culture de 1994 à 1995 du gouvernement de Grande coalition du socialiste Tomiichi Murayama, du Commerce extérieur et de l'Industrie de 1998 à 1999 dans le Cabinet de Keizō Obuchi et enfin des Finances du 27 février au 16 septembre 2009 dans l'administration de Tarō Asō. Il a également été ministre d'État chargé des Services financiers de 2005 à 2006 et de février à septembre 2009, de la Politique économique et fiscale de 2005 à 2006 et d'août 2008 à juillet 2009 et de la Réforme de la réglementation d'août à septembre 2009, et est Secrétaire général du Cabinet de Shinzō Abe pendant quelques semaines du 27 août au 26 septembre 2007. Du 14 janvier au 2 septembre 2011, il retrouve, cette fois-ci dans une administration démocrate, celle de Naoto Kan, le portefeuille de la Politique économique et fiscale qu'il cumule avec celui de l'Égalité sociale et des sexes.

## Origines et formation au Japon et à l'étranger
Kaoru Yosano est le fils aîné du diplomate Shigeru Yosano (与謝野秀, Yosano Shigeru, 1904 - 1971) et de son épouse Michiko (道子). Par son père, il est le petit-fils des poètes Tekkan et Akiko Yosano. 
Son enfance se passe au gré des affectations de son père. Il vit ainsi ses quatre premières années, de 1938 à 1942, à Pékin. Durant la Seconde Guerre mondiale il est de retour au Japon, élevé par sa mère seule dans des conditions matérielles difficiles, son père étant alors nommé à l'ambassade du Japon à Berlin. Il est ensuite scolarisé à l'école élémentaire publique d'Azabu dans l'arrondissement de Minato jusqu'en 1951, puis fait sa première année de secondaire et le début de la seconde dans le collège d'Azabu. De décembre 1952 à mars 1956, son père est ministre extraordinaire et plénipotentiaire puis le premier ambassadeur du Japon en Égypte. La famille Yosano s'installe donc au Caire, et Kaoru Yosano est inscrit à l'école anglaise d'Héliopolis. Il prend également des cours d'arabe puis d'espagnol lors de ses vacances scolaires en 1956, Shigeru Yosano étant désormais ambassadeur à Madrid. Il envisage un temps de poursuivre ses études à l'Université d'Oxford au Royaume-Uni, se rend à Londres et passe l'examen d'entrée. Mais il finit par changer d'avis et rentre au Japon au début de l'année 1957. 
Il fait sa dernière année de scolarité, de 1957 à 1958, au lycée Azabu, l'un des établissements publics les mieux côtés du pays au vu de ses résultats aux concours nationaux. Ses années passées à l'étranger font néanmoins qu'il maîtrise mal les kanji, et rate dans un premier temps le concours d'accès à l'université. Il passe ensuite une année en tant que rōnin à étudier dans l'école préparatoire (ou yobikō) de Sundai dans le quartier de Kanda-Surugadai à Chiyoda, avant d'être admis en avril 1959 à la faculté des arts de la prestigieuse université de Tokyo. Bien qu'il s'agit d'une époque de très forte activité de la Zengakuren, la principale ligue étudiante d'après-guerre, fortement liée au Parti communiste japonais (PCJ), Kaoru Yosano ne va participer à aucune manifestation et ne va absolument pas être influencé par ce mouvement. Dévoreur de livres (il achète à cette époque 200 ouvrages au format bunko des éditions Iwanami), il est tout particulièrement marqué par Les Descendants de Caïn (カインの末裔, Kain no Matsuei) de l'écrivain Takeo Arishima (influencé par le socialisme, très critique à l'égard de la société japonaise du début du XXe siècle et du christianisme), l'Introduction à la philosophie du droit (法哲学概論, Hō-tetsugaku gairon) du juriste Jun'ichi Aomi et les Grandes lignes de droit criminel (刑法綱要, Keihō kōyō) du criminologue Shigemitsu Dandō. Il s'intéresse également au baseball, servant de manager dans l'équipe universitaire. Il est enfin à cette époque le précepteur particulier de Hiroshi Ishibashi, petit-fils du fondateur du fabricant de pneus Bridgestone Shōjirō Ishibashi.
Il intègre la faculté de droit de l'université de Tokyo en avril 1961, et obtient son Bachelor of Laws (法学士, Hōgakushi) en mars 1963.

## Carrière professionnelle dans le nucléaire
À sa sortie de l'université, Kaoru Yosano intègre la Compagnie japonaise de l'énergie atomique (JAPC) sur la recommandation d'un ami de sa mère et homme politique conservateur libéral en pleine ascension politique au sein du Parti libéral-démocrate (PLD), Yasuhiro Nakasone (qui est directeur de l'Agence des Sciences et des Technologies de 1959 à 1960). Il est affecté au sein de la division de recherche du département de l'ingénierie (ce qu'il qualifie lui-même de surprise, n'ayant pas de formation scientifique), sous la tutelle de Ryūkichi Imai, consultant pour l'énergie atomique auprès du ministère japonais des Affaires étrangères et cadre de cette diplomate (et que Yosano décrit comme son modèle à suivre au sein de l'entreprise). 
Il s'occupe tout d'abord des questions liées aux carburants, avant d'entrer en 1964 dans la cellule d'enquête de la compagnie, chargé de récolter des informations de par le monde sur le minage d'uranium. Fort de cette expérience, il est choisi en 1967 par la JAPC comme son représentant au sein de la nouvellement formée commission d'enquête pour assurer sur le long terme l'approvisionnement en uranium des entreprises énergétiques. Il rejoint ensuite le département financier avec pour tâche de trouver des investissements américains pour financer la construction d'un deuxième réacteur à la centrale nucléaire de Tokai-mura, et se rend pour ce faire aux États-Unis. 
Enfin, il est affecté par la JAPC en tant qu'expert en énergie nucléaire et interprète auprès de la délégation du Parti démocrate socialiste (PSJ) envoyée en Europe dans le cadre des dernières négociations pour la signature du Traité sur la non-prolifération des armes nucléaires en 1968. Il visite ainsi la Suisse (pour se rendre à une conférence de l'Internationale socialiste), la Yougoslavie, la Roumanie, le Royaume-Uni (pour assister à la Conférence du Parti travailliste), l'Italie (à Milan), l'Autriche (à Vienne) et l'Allemagne de l'Ouest (à Bonn). Une fois entré en politique, Yosano va toujours garder de bonnes relations avec le PDS et tout particulièrement avec les autres membres de cette délégation, à savoir Ryōsaku Sasaki (qui va être président du PDS de 1977 à 1985), Eki Sone, Kanji Okazawa et Rō Watanabe, même s'ils n'appartiennent pas au même camp. C'est également durant ce voyage qu'il reprend contact avec Yasuhiro Nakasone : il assiste en effet à un repas organisé entre ce dernier (à l'époque ministre des Transports) et Ryōsaku Sasaki à Bonn. Selon Yosano, c'est cet épisode qui lui donne envie de s'engager en politique dès son retour au Japon. 

## Carrière politique

### Carrière parlementaire

#### Assistant de Nakasone et premières tentatives électorales (1968-1976)
Kaoru Yosano démissionne de la JAPC en 1968 pour devenir un collaborateur de Yasuhiro Nakasone. Celui-ci dirige désormais (depuis 1966) sa propre faction au sein du PLD, la « Camaraderie pour une nouvelle politique » (新政同志会, Shinsei Dōshikai), l'un des principaux groupes internes au parti, de tendance conservatrice (voire traditionaliste) sur le plan fiscal, social et sociétal, et libéral sur le plan économique, et fortement opposé au Premier ministre Eisaku Satō puis à son successeur Kakuei Tanaka. Yosano est donc secrétaire particulier de Nakasone lorsque celui-ci est ministre des Transports (de novembre 1967 à novembre 1968) puis directeur de l'Agence de la Défense (de janvier 1970 à juillet 1971). 
Il quitte le bureau de Nakasone en 1971 afin de se présenter pour les prochaines élections législatives (qui sont finalement organisées le 10 décembre 1972) dans l'ancien 1er district électoral de Tōkyō, qui comprend les arrondissements de Chiyoda, Minato et Shinjuku. Cette circonscription envoie à cette époque trois députés élus au vote unique non transférable. Les partis d'opposition (surtout le PSJ, le PDS et le Kōmeitō, mais aussi le PCJ) y sont bien implantés. Yosano est fermement soutenu par la faction Nakasone et obtient l'investiture du PLD aux côtés de l'unique député sortant de ce parti, Ei'ichi Tanaka (71 ans, élu depuis 1958). Le jour du scrutin, Yosano est battu, avec 40 963 voix et 14,05 % des suffrages exprimés, soit la cinquième place. Il arrive derrière le communiste Yojirō Konno, l'autre candidat libéral-démocrate (et député sortant) Ei'ichi Tanaka, le socialiste Kiyomasa Satō et la sortante Kōmeitō Michiko Watanabe.
À la suite de cet échec, il passe les quatre années suivantes à parcourir les trois arrondissements constituant l'ancien 1er district de Tōkyō pour s'y faire connaître et tenter à nouveau sa chance lors des législatives suivantes. Celles-ci ont lieu le 5 décembre 1976. Dans un contexte marqué par l'éclatement de l'affaire Lockheed (scandale politico-financier impliquant Kakuei Tanaka, ancien Premier ministre et homme fort du PLD dans les années 1970), Kaoru Yosano bénéficie pour autant de son appartenance à la faction Nakasone qui a toujours été critique à l'égard de Kakuei Tanaka et d'une certaine notoriété locale désormais qui n'est plus concurrencée par celle d'Ei'ichi Tanaka puisque celui-ci a décidé de se retirer de la politique. Yosano est ainsi élu, en obtenant cette fois le deuxième meilleur score avec 53 034 votes (18,39 %), derrière le candidat indépendant (et ancien député PDS de cette circonscription de 1963 à 1972) Yoshikata Asō et devant le second candidat du PLD Yūji Ōtsuka (choisi par Ei'ichi Tanaka pour lui succéder). C'est la première fois depuis le passage de quatre à trois sièges à pourvoir dans l'ancien 1er district de Tōkyō en 1967 que le PLD y obtient deux députés. 

#### Une assise électorale incertaine (1976- )
Son emprise électorale reste néanmoins incertaine. Conservateur fiscal, il soutient activement en 1979 la création d'une taxe sur la consommation proposée par le Premier ministre d'alors, Masayoshi Ōhira. Or celui-ci décide d'obtenir le soutien de la population sur cette question, dissout la Chambre des représentants et provoque des élections législatives anticipées pour le 7 octobre 1979 : c'est un échec, le PLD perdant alors la majorité absolue qu'il détenait à la chambre basse de la Diète depuis sa création en 1955 (à l'exception d'un court laps de temps après les législatives de 1976), avec 248 députés sur 511. Masayoshi Ōhira ne se maintient au pouvoir que grâce au soutien de certains indépendants, et son projet de taxe sur la consommation est abandonné. Kaoru Yosano perd lui-même son siège, de peu, avec 40 796 suffrages (17,04 %) et le quatrième score, soit seulement 1 707 voix et 0,31 points de moins que Yūji Ōtsuka qui arrive en troisième et dernière place éligible (derrière l'ancien député socialiste pour le 1er district de Kanagawa de 1953 à 1963 et maire de Yokohama de 1963 à 1968 Ichio Asukata, et le candidat du Kōmeitō Yoshiaki Kiuchi). Kaoru Yosano cite lui-même son soutien ferme à l'introduction d'une taxe sur la consommation, ainsi qu'une baisse de la participation, comme les principales raisons de sa défaite. 
Il n'a toutefois que quelques mois à attendre avant de pouvoir tenter à nouveau à sa chance. En effet, Masayoshi Ōhira, affaibli par le faible score du PLD aux législatives de 1979 et de plus en plus critiqué par son rival au sein du parti et prédécesseur à la tête du gouvernement Takeo Fukuda, fait l'objet d'une motion de censure le 16 mai 1980 (elle est votée par 243 voix pour et 187 contre, du fait de l'abstention de 69 membres de son propre parti, à commencer par Fukuda) et dissout à nouveau la Chambre des représentants le 19 mai. Le nouveau scrutin est organisé le 22 juin 1980, soit moins de neuf mois après les précédentes élections. À la suite d'une campagne marquée par le décès de Ōhira le 12 juin (des suites d'une crise cardiaque, après avoir été hospitalisé pour fatigue le 31 mai), ce qui permet au PLD et à ses candidats de bénéficier d'un regain de soutien de l'électorat, Kaoru Yosano est largement réélu. Il réunit cette fois 76 274 voix (25,92 %) et arrive en tête du scrutin.
Il est sans cesse réélu à toutes les élections suivantes tant que le vote unique non transférable est encore en vigueur : en obtenant à nouveau le meilleur score en 1983 (59 189 votes et 23,36 %) et en 1986 (67 285 suffrages et 27,1 %), puis le deuxième en 1990 (63 284 voix et 24,66 %, il arrive derrière la socialiste Kikuko Suzuki) et en 1993 (marquée par la perte de la majorité et du pouvoir par le PLD au profit d'une coalition disparate constituée de sept partis, Yosano y obtient 39 867 votes et 18,18 %, derrière le candidat du NPJ Banri Kaieda). 
À la suite de la réforme électorale de 1994 et le passage à un système mixte mêlant scrutin uninominal majoritaire à un tour dans 300 circonscriptions locales et proportionnelle à travers 11 blocs législatifs correspondant plus ou moins aux grandes régions géographiques du Japon, le 1er district de Tōkyō n'est pas modifié territorialement mais ne dispose donc plus que d'un siège à pourvoir. Depuis lors, ce dernier est disputé à chaque élection législative entre Kaoru Yosano pour le PLD et Banri Kaieda pour le Parti démocrate du Japon (PDJ), nouveau grand parti d'opposition. Aux élections du 20 octobre 1996 (les premières à appliquer ce nouveau mode de scrutin), Yosano remporte la circonscription avec 82 098 voix et 39,19 % des suffrages exprimés, contre 63 661 votes et 30,39 % à Kaieda (qui est tout de même réélu grâce à la proportionnelle dans le bloc de Tōkyō). En revanche, quatre ans plus tard, au scrutin du 25 juin 2000, le résultat est inversé : Kaieda l'emporte avec 93 173 voix (41,25 %) contre 90 540 (40,09 %) à Yosano. Il n'était de plus candidat à la proportionnelle sur la liste libérale-démocrate à Tōkyō qu'en 15e position, tandis que sa formation n'obtient alors que 19 % des suffrages et 4 des 17 sièges à pourvoir. Ainsi, pour la seconde fois de sa carrière, Kaoru Yosano doit quitter la Diète. 
Il revient aux législatives du 9 novembre 2003. S'il est à nouveau battu par Kaieda au vote majoritaire (il réunit 103 785 votes et 43,99 %, soit seulement 1 437 voix et 0,61 points de moins que son adversaire), il est cette fois élu grâce à la proportionnelle en étant présent en 16e position sur la liste du PLD à Tōkyō (celle-ci n'a réuni que 32,51 % des votes et 6 sièges, mais 12 des candidats présents avant Yosano ont été élus par ailleurs au scrutin uninominal, ce qui fait qu'il se retrouve en fait en 4e place éligible). Il reconquiert ensuite le 1er district de Tōkyō à Banri Kaieda lors des élections du 11 septembre 2005 (au cours desquelles le PLD, mené par le populaire Jun'ichirō Koizumi, remporte une très large victoire), avec de plus pour la première fois dans cette circonscription la majorité absolue en voix avec 149 894 votes (54,58 %). Mais il est à nouveau battu au scrutin suivant du 30 août 2009 (remporté de façon massive par le PDJ), en récoltant 130 030 voix (43,51 %) contre 141 742 (47,43 %) à Kaieda. Il retrouve donc son siège une nouvelle fois par la proportionnelle, en 7e place (et 3e éligible, les quatre premiers candidats ayant tous été réélus au vote majoritaire) sur la liste PLD qui a obtenu 25,47 % des suffrages et 5 élus.
Malgré cette difficulté à s'imposer dans sa circonscription, Kaoru Yosano a fini par devenir une personnalité politique de premier plan au Japon. 

### Ascension politique (1980-1994)
Dans les années 1980, Kaoru Yosano conserve un intérêt, et occupe ses premières fonctions politiques d'importance, dans des domaines en rapport avec son ancienne carrière professionnelle dans l'industrie nucléaire. Il s'agit ainsi du commerce international, de l'industrie ou des sciences. Il reste également un membre de la faction Nakasone, qui a changé son nom en 1978 pour devenir l'« Institut de recherche en sciences politiques » (政策 科学 研究所, Seisaku Kagaku Kenkyūjo), abrégé en Seikaken (政科研). Celle-ci s'allie pour l'élection à la présidence du PLD du 24 novembre 1982 avec sa principale rivale, celle de Kakuei Tanaka, et Yasuhiro Nakasone est largement élu à la tête du parti et donc au poste de Premier ministre. Il le reste jusqu'au 6 novembre 1987, soit une période relativement longue pour un chef de gouvernement japonais. C'est Nakasone qui offre à Yosano sa première expérience gouvernementale, sans en faire toutefois encore un ministre d'État membre du Cabinet. Il est ainsi vice-ministre parlementaire du Commerce international et de l'Industrie (auprès du ministre Keijirō Murata, de la faction Fukuda) du 2 novembre 1984 au 28 décembre 1985. Il est alors surtout chargé d'organiser une campagne pour pousser les Japonais à acheter plus de produits étrangers, dans le cadre d'une politique libre-échangiste plus large engagée par le gouvernement Nakasone pour réduire l'imposant surplus de la balance commerciale (source de tension internationale avec les États-Unis) et rendre le marché nippon moins protectionniste et l'économie de l'archipel moins dépendante de ses exportations. C'est ainsi qu'est organisée le 13 avril 1985 une grande manifestation dans le quartier commerçant de Ginza à Tōkyō, avec des officiels (dont en tête Yosano et l'ambassadeur australien Neil Currie), des personnalités (surtout la vedette de télévision Keishi Takamine) et des hôtesses japonaises ou australiennes pour promouvoir des bouteilles de vin australien ou d'autres produits étrangers (américains ou britanniques). À la suite de cela, d'autres actions de ce genre sont organisées à travers le pays, s'ajoutant aux messages publicitaires diffusés à la télévision, dans les journaux, les cinémas et sur les rames de métro et à 100 000 affiches à l'effigie de Nakasone,. 
Il est par la suite président de la commission du Commerce et de l'Industrie de la Chambre des représentants du 7 juin 1989 au 24 janvier 1990, puis de celle des Sciences et des Technologies du 1er mars 1990 au 18 janvier 1991 et enfin de celle des Règles et de l'Administration du 22 janvier au 18 juin 1993. Après la perte du pouvoir par le Parti libéral-démocrate pour la première fois depuis sa création en 1955 lors des élections législatives du 18 juillet 1993, au profit d'une coalition « anti-PLD, anti-communiste » de sept partis, Kaoru Yosano est nommé au sein de la nouvelle direction de ce qui est désormais la principale force d'opposition, menée par Yōhei Kōno : il est ainsi président du Comité des relations publiques du mouvement d'août 1993 à juin 1994. 

### Premières expériences ministérielles (1994-1999)

#### Ministre de l'Éducation (1994-1995)
Lorsque le PLD revient dans la majorité le 30 juin 1994 à la faveur d'une Grande coalition passée avec le PSJ de Tomiichi Murayama (qui devient le nouveau Premier ministre, le premier socialiste à occuper cette position depuis 1948) et le Nouveau parti pionnier (NPS, centre progressiste et libéral créé par des dissidents du PLD en 1993) de Masayoshi Takemura, Kaoru Yosano est nommé pour la première fois au sein du Cabinet du Japon. Il obtient ainsi le ministère de l'Éducation et de la Culture (un portefeuille tout particulièrement prisé par le Seikaken, dirigé depuis 1990 par Michio Watanabe, la question de la réforme éducative afin d'inculquer aux jeunes générations des leçons de morale et les valeurs traditionnelles japonaises ayant été un des chevaux de bataille de Yasuhiro Nakasone). Il le reste jusqu'au remaniement du 8 août 1995, laissant alors sa place à un autre membre de la faction Watanabe (ex-Nakasone), Yoshinobu Shimamura. 
Il est surtout confronté durant son passage au ministère aux activités de l’Aum Shinrikyō, responsable de l'attentat au gaz sarin dans le métro de Tokyo du 20 mars 1995 qui a fait 12 morts et quelque 5 500 blessés. Yosano, étant chargé de la question des cultes, adopte une attitude ferme et engage alors une action pour faire dissoudre la secte. Ainsi, dès le début du mois d'avril 1995, alors que l'enquête vient tout juste de commencer, il affirme que son ministère saisirait la justice pour obtenir la révocation du statut légal de l'organisation religieuse si celle-ci était reconnue coupable de cet attentat. Il renouvelle le 21 avril 1995 sa volonté d'exécuter sa menace si les dirigeants de l’Aum Shinrikyō font l'objet de mise en accusation pour des « crimes sérieux » après l'arrestation pour interrogatoires de plus de 100 membres de la secte. Ceci étant fait le 6 juin suivant (le chef de l'organisation, Shōkō Asahara, et six autres de ses « principaux lieutenant » sont alors mis en examen pour meurtre et tentative de meurtre), Yosano et le ministre de la Justice Isao Maeda annoncent trois jours plus tard la saisine de la Cour de Tokyo afin d'obtenir cette dissolution,. Ceci aboutit à la déchéance de son statut d'« entité religieuse légale » le 10 octobre 1995.

#### Partisan d'un rapprochement des partis conservateurs (1995-1998)
Il devient ensuite président délégué du Comité de recherche politique du PLD (organe de la direction du parti chargé de définir son programme), secondant à ce poste Taku Yamasaki (autre élément de la faction Watanabe et un des membres du trio « YKK » de réformateurs au sein du mouvement formé avec Kōichi Katō et Jun'ichirō Koizumi), d'octobre 1995 à novembre 1996. Puis Ryūtarō Hashimoto (devenu président du PLD en octobre 1995 et Premier ministre en janvier 1996) le nomme le 7 novembre 1996 dans son second gouvernement en tant que secrétaire général adjoint du Cabinet, aux côtés de Seiroku Kajiyama. Il devient alors avec ce dernier, ainsi qu'avec son ancien mentor Yasuhiro Nakasone et le ministre de la Construction Shizuka Kamei, le partisan d'un changement d'alliance. 
Ils souhaitent ainsi mettre un terme à la Grande coalition avec le PSJ et le NPS, et former à la place une majorité plus cohérente sur le plan idéologique et de droite (dite « conservatrice-conservatrice ») en s'associant à la principale force d'opposition de l'époque, le Shinshintō d'Ichirō Ozawa (ce parti est né en 1994 par la fusion de deux partis réformistes libéraux créés par des dissidents du PLD, dont Ozawa, au début des années 1990, du Kōmeitō et du PDS). Ils s'opposent ainsi au secrétaire général (et numéro deux) du parti Kōichi Katō, à son adjoint Hiromu Nonaka et au président du Comité de recherche politique Taku Yamasaki qui eux soutiennent le maintien de la Grande coalition. Hashimoto donne finalement raison à ces derniers : une fois réélu (sans opposition) président du PLD le 8 septembre 1997, il renouvelle l'alliance avec le PSJ et le NPS (si ces derniers ne disposent plus d'aucun ministre depuis novembre 1996, ils continuent à soutenir le gouvernement à la Diète), confirme Katō, Nonaka et Yamasaki à leurs postes au sein de la direction, alors que Yosano, Kajiyama et Kamei ne sont pas reconduit lors du remaniement de son gouvernement le 11 septembre 1997. 
Quoi qu'il en soit, Yosano est l'un des principaux animateurs par la suite d'un mouvement d'opposition interne à Hashimoto, aux côtés de Kamei et de l'ancien ministre du Commerce international et de l'Industrie Ei'ichi Nakao, estimant que le parti ne peut pas gagner lors du renouvellement à venir de la moitié de la Chambre des conseillers sous sa présidence et l'appelant donc à la démission à partir du 15 avril 1998. De plus, le PSJ et le NPS décident le 30 mai 1998 de quitter la Grande coalition, et le PLD subit une assez lourde défaite aux élections à la Chambre des conseillers du 12 juillet 1998 (les partis d'opposition sont désormais majoritaires à la chambre haute). À la suite de ces deux revers, Ryūtarō Hashimoto démissionne de la présidence du parti et du poste de Premier ministre. Lors de l'élection interne au mouvement pour lui trouver un successeur, Yosano soutient la candidature de Seiroku Kajiyama, qui fut son supérieur au Secrétariat général du Cabinet et avec lequel il a défendu la formation d'une coalition « conservatrice-conservatrice », contre le favori Keizō Obuchi (ministre des Affaires étrangères sortant et chef de la faction Heiseikai, héritière de celle de Kakuei Tanaka et de laquelle sont également issus Hashimoto mais aussi Kajiyama) et contre le réformateur libéral Jun'ichirō Koizumi (ministre sortant de la Santé et membre du trio YKK avec Yamasaki et Katō). C'est Keizō Obuchi qui est élu par 225 voix de parlementaires contre 102 à Kajiyama et 84 à Koizumi, et c'est lui qui va réaliser le souhait formulé en 1997 par Yosano et ses alliés de voir se constituer une coalition « conservatrice-conservatrice » puisqu'il consolide sa majorité à partir de 1999 en s'alliant avec deux partis issus de l'explosion du Shinshintō en décembre 1997 : le Parti libéral d'Ichirō Ozawa et le Nouveau Kōmeitō.

#### Ministre du Commerce international et de l'Industrie (1998-1999)
Une fois devenu Premier ministre le 30 juillet 1998, Keizō Obuchi nomme Yosano (alors que celui-ci a soutenu son principal adversaire) au sein de son Cabinet à l'important portefeuille du ministère du Commerce international et de l'Industrie (MITI). Reconduit à ce poste le 14 janvier 1999, il le conserve jusqu'au second remaniement du gouvernement Obuchi le 5 octobre 1999. 
Dans une période de mauvaise conjoncture économique (le gouvernement annonce le 6 octobre 1998 que le pays est alors en récession et que son PIB se rétracterait de 1,8 % durant l'année fiscale 1998) liée aux effets de la crise asiatique et au problème des « mauvais prêts » qui déstabilise le secteur bancaire, Kaoru Yosano doit organiser les différentes tentatives de relance menées à cette époque et de réformes. Il identifie notamment quatre problèmes structurels majeurs touchant l'économie japonaise : « la saturation du marché intérieur ; les limites d'une stratégie industrielle basée sur l'expansion quantitative et l'accroissement des parts de marché ; les effets pervers d'un développement économique centré autour de l'entreprise, dans lequel l'esprit créatif des individus n'est pas suffisamment encouragé ; les retards d'adaptation à l'évolution des valeurs, des styles de vie ». 
Bien que conservateur fiscal et partisan d'un assainissement des finances publiques, il estime que la situation nécessite une réponse keynésienne et donc de laisser filer (pour l'instant) la dette publique, l'objectif prioritaire étant alors de stabiliser l'économie. Après avoir milité pendant plusieurs mois pour injecter 10 billions de yens (75 milliards de dollars américains) de dépenses nouvelles (dont surtout pour le financement de travaux publics), il présente le 16 novembre 1998 le plan de relance budgétaire finalement adopté par le Cabinet. Son montant total est fixé à 24 billions de yens (environ 180 milliards de dollars, les 18 billions qui avaient été initialement avancés par le PLD ayant suscité le scepticisme des marchés qui ne le jugeaient pas suffisant), dont plus de 10 billions en « eau pure » (dépense réellement nouvelle). Il comprend 5,9 billions (24,6 %) contre le resserrement du crédit bancaire (le « credit crunch ») qui pénalise les PME, 5,7 billions (23,75 %) pour des travaux publics généraux (à quoi s'ajoutent 1,8 billions en projets d'infrastructures spécifiques et 600 milliards pour les préventions des catastrophes naturelles), 1 billion (4,2 %) d'aides à l'emploi (avec l'objectif de créer 1 million d'emplois), autant d'aides aux autres pays asiatiques, et plusieurs mesures pour favoriser le pouvoir d'achat des ménages et donc la consommation avec surtout des réductions d'impôts (4 billions pour l'impôt sur les revenus et 2 billions pour celui sur les sociétés), 1,2 billions d'aides au logement et 700 milliards en bons d'achat. Selon Yosano, ce plan doit permettre « une croissance supérieure à 1 % en 1999-2000 », avant de devoir réviser le 13 avril 1999 cet objectif en le ramenant à 0,5 % (tandis que des économistes privés, dans le même temps, parlent d'une récession de 1 à 1,5 %). 
Il patronne également la politique menée par le MITI en faveur d'une plus forte concentration couplée à une dérégulation des compagnies énergétiques afin de rendre celles-ci plus compétitives sur la scène internationale (en l'absence de réel géant japonais dans ce secteur) et d'abaisser le coût de l'énergie pour les entreprises japonaises. C'est dans ce cadre qu'est finalisée le 1er avril 1996 la fusion des sociétés pétrolières Nippon Oil et Mitsubishi Oil pour donner naissance au nouveau grand groupe de raffinage japonais, Nippon Mitsubishi Oil. Dans le même esprit, il se montre favorable à l'ouverture des capitaux des entreprises japonaises aux participations étrangères, et soutient ainsi l'alliance passée le 31 mars 1999 entre le constructeur automobile nippon Nissan et celui français Renault afin de sauver le premier de la faillite,. D'autre part, il doit gérer un différend commercial entre les États-Unis et le Japon concernant l'acier à partir du début de l'année 1999. En effet, les industriels et syndicalistes américains de la sidérurgie accusent les exportateurs nippons de dumping, poussant Washington à prendre une série de mesures de rétorsions à quoi Yosano répond en menaçant de saisir l'OMC),,.

### En dehors de la Diète (2000-2003)
Kaoru Yosano perd son siège à la Chambre des représentants en 2000. Il est alors la victime de l'essor électoral du Parti démocrate du Japon (PDJ), nouveau grand parti d'opposition de centre gauche, dans les zones urbaines, mais aussi des divisions au sein de l'ancienne faction Watanabe. Celle-ci s'est en effet scindée en deux au cours de l'année 1999 entre une jeune garde plutôt réformiste menée par Taku Yamasaki, et une aile plus conservatrice, fidèle à Yasuhiro Nakasone, souhaitant maintenir la ligne traditionnelle du Seikaken. Cette dernière tendance, parmi laquelle figurent Yosano, fusionne avec des dissidents d'une autre faction conservatrice, le Seiwakai, emmenés par Shizuka Kamei pour constituer alors son propre groupe de pression baptisé « Groupe pour un leadership volontaire » (志帥会, Shisuikai) ou faction Kamei. Pour éviter de se retrouver pénalisé à nouveau par ces querelles intestines mais aussi par le soutien affiché de Kamei à la protection de l'agriculture ou au financement de grosses infrastructures publiques en zones rurales (deux positions généralement impopulaires dans les circonscriptions urbaines), Kaoru Yosano abandonne toute appartenance à une faction au printemps 2003, avant les élections législatives suivantes. 
Malgré son départ forcé de la Diète, Kaoru Yosano reste une personnalité politique influente et connue du grand public. Dans son édition du 1er janvier 2001, le Yomiuri Shimbun le cite dans sa liste des potentiels Premiers ministres, aux côtés du gouverneur de Tōkyō Shintarō Ishihara, de l'ancien ministre de la Reconstruction financière Sadakazu Tanigaki, de l'ancien ministre de la Santé Jun'ichirō Koizumi ou du président du Parti libéral Ichirō Ozawa. Il apparait également auprès des candidats libéraux-démocrates à Tōkyō lors de la campagne pour le renouvellement de la moitié de la Chambre des conseillers du 29 juillet 2001. Il intervient de plus régulièrement dans les médias, devenant notamment un habitué de la chaîne d'information en continu du groupe de l’Asahi Shimbun, Asahi Newstar. 
D'abord critique à l'égard de Jun'ichirō Koizumi (devenu président du PLD et Premier ministre en 2001 sur un programme de rénovation du parti et de transformations structurelles alliant dérégulations, privatisations et décentralisation pour le pays), il se range bientôt à sa politique et finit par devenir un ferme partisan de ses réformes qu'il contribue à mettre en œuvre après son retour à la Diète en 2003.

### Actions aux côtés de Koizumi puis Abe (2003-2007)

#### Un architecte du nouveau projet politique du PLD (2003-2005)
Une fois redevenu parlementaire, Kaoru Yosano devient un acteur actif dans la révision de la philosophie politique du parti engagée par Jun'ichirō Koizumi et son secrétaire général Shinzō Abe, sur la base du programme électoral des élections législatives de 2003. Yosano prend ainsi la tête d'un panel consultatif placé auprès du secrétaire général du mouvement et chargé de proposer un projet de révision de la plateforme fondamentale du PLD, inchangée depuis 1995. Le résultat de cette réflexion est présenté en juin 2004 : il prévoit d'ajouter parmi les priorités du parti la recherche d'« un consensus national pour l'établissement d'une nouvelle constitution » (sans pour autant se prononcer sur ce que celle-ci devrait contenir), l'appel à une réforme de la loi fondamentale de l'éducation et l'expression de sa résolution à lutter contre le terrorisme et le crime. Le parti met ensuite en place en décembre 2004 un comité chargé de rédiger un projet de constitution, présidé par l'ancien Premier ministre Yoshirō Mori et dont Yosano est membre. Cette nouvelle plateforme, ainsi que le projet constitutionnel, sont officiellement adoptés à l'occasion du 50e anniversaire de la formation le 22 novembre 2005. 
Ce rôle dans la réflexion idéologique et politique du mouvement est confirmé lors du remaniement de sa direction par Jun'ichirō Koizumi le 27 septembre 2004 : Yosano y est nommé président du Comité de recherche politique (et de fait le numéro quatre de la hiérarchie libérale-démocrate). Avec les autres membres de ce nouvel exécutif (le secrétaire général Tsutomu Takebe et le président du conseil général Fumio Kyūma), il s'engage lors d'une conférence de presse conjointe donnée le 29 septembre à mobiliser le parti pour faire voter en 2005 les projets de loi de privatisation de la poste japonaise, cheval de bataille de Koizumi depuis son arrivée au pouvoir. Il est notamment chargé de mener les discussions entre le gouvernement et les parlementaires libéraux-démocrates, ces derniers étant fortement divisés sur la question. Il appelle pour ce faire le Cabinet à faire certaines concessions (notamment en lui demandant de revenir, du moins en partie, sur son plan de faire vendre par le nouvel holding postal affilié au gouvernement créé par cette réforme la totalité de ses participations dans les services d'épargne et d'assurance vie postale d'ici à 2017, alors que de nombreux parlementaires demandent qu'il en conserve une certaine part). Lorsque les projets de loi sont finalement soumis au vote de la Diète, il s'engage fortement pour leur adoption et met en garde les parlementaires libéraux-démocrates opposés à la réforme contre un vote négatif qui pourrait être source d'une instabilité politique. 
Il profite également de sa nouvelle position pour défendre des positions allant plus loin ou implicitement à contre-pied des propositions de Koizumi. Ainsi, il lance le 3 octobre 2004 dans le débat politique interne la question de la hausse de la taxe sur la consommation (créée en 1989), une proposition qui lui tient tout particulièrement à cœur, estimant que : « Si nous éludons cette question, les discussions sur la restructuration financière n'avanceront pas », et ajoutant : « Le défi principal auquel le PLD et le Cabinet Koizumi ont à faire face est comment reconstruire l'administration financière. La détérioration de la situation financière portera aussi un coup à l'économie ». Il pousse alors le ministre des Finances Sadakazu Tanigaki (lui aussi un conservateur fiscal et un partisan de l'augmentation de cette taxe) de traiter la question, même si Jun'ichirō Koizumi a fait la promesse de ne pas monter la taxe sur la consommation durant son mandat à la tête du PLD devant se terminer en septembre 2006 (tout en reconnaissant qu'à long terme cette mesure serait inévitable pour permettre de financer le système de sécurité sociale). D'autre part, sur la question des visites du Premier ministre au controversé sanctuaire Yasukuni, tout en ne s'y opposant pas formellement, il propose le 29 mai 2005 d'enlever les noms des criminels de guerre de la liste des morts honorés dans ce lieu de culte et de leur consacrer un sanctuaire séparé afin de mettre un terme à toute polémique,. 
Après le rejet par la Chambre des conseillers des projets de loi de privatisation postale et la dissolution de la Chambre des représentants par Koizumi le 8 août 2005 pour en appeler à l'arbitrage du peuple, Kaoru Yosano devient un des piliers de la campagne du PLD pour les législatives anticipées du 11 septembre suivant. Revenant sur la fronde des « rebelles postaux », il déclare le 21 août 2005 que : « Privatiser l'Office des postes du Japon est une partie des réformes structurelles qui mène vers d'autres réformes. Nous avons la volonté et la détermination de poursuivre plus de réformes pour le futur du Japon en sacrifiant une partie de la base de soutien de notre parti ». Cinq jours plus tard, lors d'un débat avec son homologue du PDJ Yoshito Sengoku, il affirme de plus que : « Avec la scission du PLD, nous avons fait des sacrifices politiques mais cela nous a rendu plus facile à comprendre ». Il est ainsi l'un des artisans de la large victoire obtenue alors par le PLD (malgré de nombreuses candidatures rivales des « rebelles postaux », le parti obtient pour la première fois depuis 1990 une majorité absolue à lui seul à la suite d'une élection, avec 296 sièges sur 480, tandis que les 31 députés alliés du Nouveau Kōmeitō lui permet de détenir plus des deux-tiers de la chambre). Yosano lui-même, malgré ses difficultés électorales par le passé, reconquiert sa circonscription avec pour la première fois plus de 50 % des suffrages exprimés. 
En récompense, il obtient bientôt d'entrer au gouvernement. 

#### Ministre de la Politique économique, financière et fiscale (2005-2006)
Une fois sa réforme postale définitivement votée par la Diète, Jun'ichirō Koizumi remanie le 31 octobre 2005 une dernière fois son gouvernement, ayant prévu de quitter le pouvoir à l'expiration de son mandat à la tête du PLD en septembre 2006. Yosano y est nommé en tant que ministre d'État, chargé de la Politique économique, financière et fiscale. Il le reste jusqu'à la fin de cette administration, le 26 septembre 2006. 
Il se concentre alors, avec le ministre des Finances Sadakazu Tanigaki ou celui des Affaires intérieures et des Communications Heizō Takenaka, sur la recherche de moyens pour restaurer les finances publiques. Ils préparent ainsi les « Lignes directrices pour la réforme des coûts totaux du personnel » adoptées en novembre 2005, qui prévoient de réduire les dépenses générées par la fonction publique, avec la réduction de 50 % du coût total du travail des employés de l'administration centrale en termes de ratio du PIB en 10 ans, la baisse de 5 % du nombre de ces fonctionnaires d'ici à 5 ans et l'établissement d'objectifs chiffrés pour la diminution du nombre d'employés publics locaux. Mais il reprend également, avec Tanigaki, la nécessité d'envisager une hausse de la taxe sur la consommation, estimant que la simple recherche d'une baisse des dépenses ne serait pas nécessaire et déclarant : « S'il y a des personnes qui disent que les discussions sur la taxe sur les ventes décourageraient les efforts pour couper les dépenses, ils ne saisissent tout simplement pas à quel point la situation financière du Japon est dans un état critique »,. Finalement, Tanigaki et Yosano sont à l'origine du plan de réforme budgétaire adopté par le gouvernement en juin 2006, et dont le but est de retrouver un excédent primaire d'ici 2011. Il reprend l'essentiel des idéaux des deux ministres, en prévoyant notamment une hausse des revenus de l'État de 16 billions de yens sans émission supplémentaire d'obligations gouvernementales par une hausse des impôts (et en particulier de la taxe sur la consommation) et la continuation des coupes budgétaires passant par une réforme des finances publiques locales (en réduisant le pourcentage des revenus fiscaux nationaux transférés aux gouvernements des collectivités ou encore en diminuant les salaires des fonctionnaires territoriaux). 
Il est également chargé de superviser la restructuration des huit institutions financières affiliées au gouvernement engagée par l'administration Koizumi. Le projet de réforme est finalement décidé entre Yosano, le Secrétaire général du Cabinet Shinzō Abe et le président du Comité de recherche politique Hidenao Nakagawa le 20 novembre 2005 : 
- cinq de ces huit entités (la Japan bank for international cooperation JBIC, la Japan Finance Corporation for Small and Medium Enterprise JASME, la National Life Finance Corporation NLFC, la Agriculture, Forestry and Fisheries Finance Corporation AFC et la Okinawa Development Finance Corporation ODFC) doivent être unifiées (finalement la loi votée le 18 mai 2007 ne fusionnent que les quatre premières au sein de la nouvelle Japan Finance Corporation JFC créée officiellement le 1er octobre 2008)[62] ;
- deux autres (la Development Bank of Japan DBJ et la Shoko Chukin Bank SCB) doivent être progressivement privatisées (leur transformation en sociétés à action est effective depuis le 1er octobre 2008) ;
- la dernière, la Japan Finance Corporation for Municipal Enterprises (JFCME), doit être abolie et ses fonctions transférées à une organisation fondée conjointement par les municipalités (la Japan Finance Organization for Municipalities JFM fondée le 1er juin 2009)[63].

Concernant la politique monétaire, il défend, parfois face aux attaques de ses collègues ou de cadres de la majorité, l'indépendance de la Banque du Japon tout en l'appelant à coopérer avec le gouvernement pour lutter contre la déflation. Il s'oppose ainsi qu'un objectif d'inflation soit imposé à cette institution, estimant le 28 février 2006 que : « Forcer la Banque du Japon à adopter un cadre strict ruinerait la souplesse et la maniabilité de la politique monétaire et blesserait l'économie japonaise ». Et il soutient la décision prise par la banque centrale le 14 juillet 2006 d'augmenter les taux d'intérêt à 0,25 %, rompant ainsi avec la « politique du taux nul » qu'elle pratiquait à des fins inflationnistes depuis 1999. Alors que cette mesure est très critiquée au sein du gouvernement, Kaoru Yosano déclare le jour même : « La politique du taux d'intérêt nul est une politique exceptionnelle, et la lever est la bonne chose à faire ».
À l'approche du départ de Jun'ichirō Koizumi, Yosano définit ainsi sa vision de son bilan et ses attentes pour sa succession, appelant quoi qu'il arrive à continuer les réformes structurelles : « L'administration Koizumi a réalisé un travail historique dans le sens où elle a "démoli la vieille maison et préparée le terrain". Ce dont l'administration post-Koizumi aura besoin cependant c'est du dessin architectural et de la construction ».

### Dans l'ombre des successeurs de Koizumi (2006-2008)

#### Mise à l'écart et ennuis de santé (2006-2007)
Il n'est pas reconduit dans le gouvernement du successeur de Koizumi, Shinzō Abe, le 26 septembre 2006, ni placé à une fonction exécutive importante au sein du PLD. Toutefois, il hérite de la présidence de la commission de recherche du parti sur les impôts afin de préparer la réforme générale de la fiscalité devant avoir lieu en 2007 (même si Abe estime qu'elle peut attendre, et même favorise une certaine baisse de la fiscalité, et que la priorité est dans la diminution des dépenses). Yosano relaie notamment la requête faite par les membres issus du secteur privé du Conseil de la politique économique (organisme gouvernemental consultatif) d'augmenter le taux de la taxe sur la consommation de 5 % (niveau inchangé depuis 1997) à environ 10 % pour financer les systèmes de retraite et d'assurance maladie dans une société particulièrement touchée par le vieillissement de la population. 
Il doit démissionner de ce poste dès le 7 novembre 2006 afin de subir un traitement chirurgical à un cancer de la gorge. Après plusieurs mois de convalescence, il revient à la Chambre des représentants et à la politique active à partir du 13 avril 2007. 

#### Secrétaire général du Cabinet Abe (2007)
Le 27 août 2007, Shinzō Abe, de plus en plus impopulaire avec une administration touchée par plusieurs scandales et ayant souffert de la défaite du PLD lors du renouvellement de la moitié de la Chambre des conseillers du 29 juillet 2007 (l'opposition non communiste, menée par le PDJ, y est désormais majoritaire), décide de remanier son gouvernement. Il y intègre de nombreux poids lourds du parti, et nomme Kaoru Yosano au poste stratégique de secrétaire général du Cabinet (qui est à la fois le lien entre le bureau du Premier ministre et les différents ministères, le coordinateur des actions administratives du Cabinet et le porte-parole du gouvernement). Yosano décrit lui-même cette nouvelle administration comme celle de l'« expérience politique », de la « connaissance » et de la « sagesse ». 
Cependant ce gouvernement remanié est à nouveau touché par un scandale et ne reste pas longtemps en place. Dès le 2 septembre, le nouveau ministre de l'Agriculture Takehiko Endō, touché par une affaire de détournement, doit annoncer sa démission (effective le lendemain) après un entretien avec Yosano. Ce dernier demande que l'intéressé s'explique, tout en justifiant les choix faits dans la désignation des membres de son gouvernement, estimant que : « Nous avons contrôlé tous les documents que nous pouvions obtenir. Mais nous ne pouvons pas tout savoir ». Finalement, trop affaibli politiquement, Shinzō Abe annonce sa propre démission le 12 septembre 2007. Si Abe invoque des « raisons politiques » à son départ, Yosano pour sa part parle de problèmes de santé, d'autant qu'il annonce personnellement le lendemain que le Premier ministre démissionnaire a été hospitalisé. 
Une fois Shinzō Abe remplacé par Yasuo Fukuda le 26 septembre 2007, Kaoru Yosano quitte une nouvelle fois le gouvernement.

#### Chef de file des «faucons financiers» (2007-2008)
Comme en 2006, Yosano retrouve après son départ du Cabinet la présidence de la commission de recherche du parti sur les impôts, alors que la question de l'augmentation de la taxe sur la consommation pour financer la sécurité sociale, plutôt délaissée sous la présidence d'Abe, revient en force sous l'administration de Yasuo Fukuda. Il présente la proposition de ce panel pour la réforme fiscale le 13 décembre 2007 : si le souhait de Yosano de demander une hausse du taux de la taxe sur la consommation de 5 % à 10 % d'ici à 2015 n'est pas retenu, il est en revanche requis que les revenus de cet impôt soit utilisé pour payer les coûts de la sécurité sociale ainsi que des coupes des impôts sur les revenus du capital inférieurs à 5 millions de yens et les dividendes inférieures à 1 million de yen pour deux ans afin d'encourager les investissements. 
Le 20 février 2008, il réactive un groupe de pression inter-faction qui avait été créé dans un premier temps de manière éphémère en août 2007 par Hiroyuki Sonoda et Kenji Kosaka et regroupant au sein du PLD les partisans d'un strict respect du plan de réforme budgétaire adopté en 2006 pour retrouver un excédent primaire d'ici 2011 tant par une baisse des dépenses que par une hausse des revenus (et donc de la taxe sur la consommation). Officiellement intitulé « Comité pour réaliser la pensée avec correction » (正しいことを考え実行する会, Tadashiikoto o kangae jikkōsuru kai), ou Tadashii giren (正しい議連), il est surnommé « Faction de l'importance d'une régénération financière » (財政再建重視派, Zaisei saiken jūshi ha) ou « Faction des faucons financiers » (財政タカ派, Zaisei-taka ha). Cette tendance s'oppose à l'intérieur du parti à celle dite de la « Faction de la marée montante » (上げ潮派, Age shio ha) de Hidenao Nakagawa, qui considère que l'objectif d'un excédent en 2011 sera atteint par la seule croissance du PIB qui doit être encouragée par l'innovation, la lutte contre la déflation (et donc un certain interventionnisme monétaire) et la défense de l'investissement et de la consommation (d'où la volonté de retarder toute augmentation des impôts), et à la « Faction pour le report des objectifs d'excédents » (黒字化目標先送り派, Kurojika mokuhyō sakiokuri ha) de Tarō Asō, qui prône d'augmenter les dépenses et ainsi de retarder l'échéance de 2011 pour arriver à un excédent afin de pouvoir mener une politique économique keynésienne.
Il entretient également dans les mois qui suivent une certaine proximité avec la jeune garde réformiste libérale du PDJ hostile au président de ce parti Ichirō Ozawa, tout particulièrement Seiji Maehara. Tous deux réalisent notamment une conversation publiée dans le numéro de juillet du mensuel Chūōkōron, et dont le titre en anglais est Are the LDP and the Democratic party very different?. Et quelques jours plus tard, le 9 juillet 2008, les deux hommes mènent un colloque conjoint. Et alors que Fukuda, qui connaît une baisse rapide de sa popularité au printemps 2008, semble devoir abandonner rapidement le pouvoir, Yosano est vite présenté par les médias et analystes politiques comme l'un des plus sérieux candidats à sa succession, aux côtés de Tarō Asō. Il apparaît de plus comme le plus sérieux représentant de la tendance favorable à la continuation des réformes politiques de Koizumi, face au plus conservateur Asō. La publication de son premier essai politique en avril 2008, avec pour titre Dōdōtaru Seiji (堂々たる政治, littéralement « Politiques ambitieuses »), dans lequel il revient sur sa vision générale de l'action pour le Japon, alimente les spéculations sur le fait qu'il se prépare à devenir Premier ministre. 
Comme l'avait fait son prédécesseur l'année précédente, Yasuo Fukuda remanie son gouvernement le 1er août 2008. Yosano y est nommé, à l'instar d'autres figures des anciennes administrations Koizumi et partisans de la reconstruction financière (comme Toshihiro Nikai ou Sadakazu Tanigaki), et retrouve le portefeuille de la Politique économique et fiscale associé cette fois à celui de la Réforme de la règlementation. Le contexte économique est toutefois différent de celui qu'il a connu lors de son dernier passage au ministère (le Japon souffre alors depuis la fin de l'année 2007 d'une baisse de ses exportations et d'une hausse des prix des matières premières et du pétrole, deux denrées pour lesquelles l'archipel dépend des importations). Yosano est alors chargé de travailler à la préparation d'un plan de relance qui ne contredirait pas l'objectif toujours affiché du Cabinet d'arriver à un excédent budgétaire en 2011. Le gouvernement présente ainsi le 29 août 2008 un montant de 2 billions de yens (environ 18 milliards de dollars américains), comprenant surtout une aide à l'emprunt pour les PME (à hauteur de 400 milliards), sans émission de nouvelles obligations d'État pour le financer. Yosano milite également pour compléter ce plan par une baisse d'impôt sur les revenus les plus faibles, tandis que le partenaire du PLD dans la coalition au pouvoir, le Nouveau Kōmeitō, prône encore plus de dépenses pour la relance. De plus, face au fait que la Chambre des conseillers est alors contrôlé par une opposition très combative, Yosano admet lors de sa prise de fonction que la question de la hausse de la taxe sur la consommation qui lui tient tant à cœur ne pourra pas être abordée dans l'immédiat. Finalement, comme Abe avant lui, Yasuo Fukuda annonce son départ de la présidence du PLD et du poste de Premier ministre le 1er septembre 2008.

### Adversaire puis ministre d'Asō

#### Candidat à la présidence du PLD

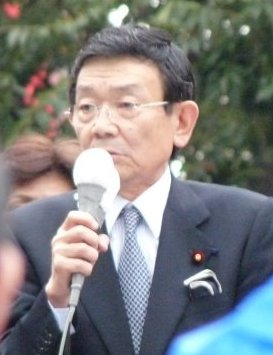
Kaoru Yosano en campagne, le 11 septembre 2008.

La candidature de Kaoru Yosano pour l'élection à la présidence du PLD du 22 septembre 2008 est annoncée le 4 septembre. Soutenu par la « Faction des faucons financiers » (avec pour chef de file des soutiens Takeshi Noda de la faction Yamasaki et pour directeur de campagne Hakuo Yanagisawa du Kōchikai), il apparaît comme le principal adversaire du secrétaire général sortant du parti, Tarō Asō, qui a la faveur de l'aile conservatrice et keynésienne ainsi que des sondages. Il reprend l'essentiel de ses thèmes de prédilection. Il défend notamment la continuation des réformes structurelles (telles que la décentralisation ou la réduction du nombre d'employés du secteur public, même s'il est l'un des rares hommes politiques de cette tendance à adopter une attitude conciliante à l'égard des hauts fonctionnaires) tout en prônant une atténuation de leurs effets négatifs notamment sur le plan social et en critiquant ce qu'il appelle le « fondamentalisme de marché ». Il résume cette position à travers l'expression « Réformes chaleureuses » (あたたかい改革, Atatakai kaikaku). Il met surtout l'accent encore une fois sur une nécessaire hausse de la taxe sur la consommation (de 5 % actuellement à 7 ou 8 % d'ici à 2011 et finalement à 10 % d'ici 2015, augmentation qu'il voudrait compenser par une éventuelle baisse de l'impôt sur les sociétés pour les PME et de celui sur le revenu pour les tranches inférieures) et à son utilisation pour financer le système de sécurité sociale. Il demande également des taux d'intérêt plus élevés, une révision de l'objectif fixé par le gouvernement de 220 milliards de yens (2 milliards de dollars américains) de coupe budgétaire annuelle en matière de sécurité sociale et l'adoption rapide d'un budget supplémentaire pour l'année fiscale 2008 afin de financer le plan de relance présenté fin août,. 
Il échoue toutefois à rassembler derrière lui l'ensemble des réformateurs pro-Koizumi, ceux-ci s'éclatant en trois candidatures. Outre lui-même, il s'agit de l'ancienne ministre de l'Environnement puis de la Défense Yuriko Koike (soutenue par Jun'ichirō Koizumi et une partie du groupe des 83 jeunes élus issus de la vague électorale de 2005 et de la « Faction de la marée montante », elle met l'accent sur la continuation des réformes structurelles) et de l'ancien ministre du Territoire Nobuteru Ishihara (qui met l'accent sur la réforme administrative pour lutter contre la bureaucratie et éliminer les gaspillages supposés). S'y ajoute un cinquième candidat dans ce qui est ainsi l'élection présidentielle du PLD la plus contestée depuis 1966, avec l'ancien ministre de la Défense, spécialiste des questions de sécurité et « faucon » en matière de politique étrangère et de défense Shigeru Ishiba. Tous sont largement battus par Asō qui est élu au premier tour de scrutin le 22 septembre avec 351 voix sur 527 (dont 217 sur les 386 parlementaires du parti et 134 des 141 délégués des fédérations préfectorales). Kaoru Yosano arrive en deuxième position, mais en ne réunissant que 66 suffrages (64 parlementaires et seulement 2 votes de représentants des fédérations, ce qui indique un faible vote des militants en sa faveur, étant même battu pour ce collège électoral par Shigeru Ishiba).

#### Maintenu à la Politique économique et fiscale
Tarō Asō devenu Premier ministre, il nomme dans son gouvernement le 24 septembre 2009 plusieurs de ses adversaires de la présidentielle, et Kaoru Yosano conserve le portefeuille de la Politique économique et fiscale (tout en abandonnant celui de la Réforme de la règlementation à Akira Amari). Il le reste jusqu'au 2 juillet 2009. Dans une conférence de presse le jour même de l'installation du nouveau Cabinet, Yosano déclare : « Pour l'instant, il [Asō] m'a demandé de me concentrer sur l'économie qui préoccupe tant la population », tandis qu'il doit travailler avec le nouveau ministre des Finances, Shōichi Nakagawa, partisan d'une augmentation des dépenses publiques et d'une relance keynésienne.
Au problème de la balance commerciale (déficitaire pour le mois d'août 2008) s'ajoute bientôt ceux liés à la crise financière mondiale d'automne. L'indice Nikkei 225 chute ainsi de 24 % durant la semaine du 6 au 12 octobre, avant de remonter de plus de 14 % le 14 octobre (la plus forte hausse jamais connue par l'indice depuis sa création en 1949), tandis que le pays entre officiellement en récession pour la première fois depuis sept ans au troisième trimestre 2008 avec une baisse de 0,1 % de son PIB entre juillet et septembre faisant suite à une première contraction de 0,9 % au second trimestre. Lorsque cette dernière information est rendue officielle en novembre 2008, Yosano adopte une analyse pessimiste (réaliste pour les commentateurs politiques et économiques) de la situation : « Nous devons garder à l'esprit que les conditions économiques peuvent encore empirer tandis que les crises financières américaines et européennes s'aggravent, que les inquiétudes concernant une récession économique augmentent et que les marchés boursiers et des changes internationaux fluctuent énormément. [...] Comme les données le montrent, l'économie chinoise semble ralentir. Nous observons des signes clairs que la crise financière mondiale affecte également les économies des BRIC. Comme le FMI le prévoit, la croissance économique mondiale doit devenir négative et le Japon ne fait pas exception. [...] Concernant la demande intérieure, les compagnies japonaises sont en train de faire un pas en arrière en termes de dépenses en capital. Pour ce qui est de la demande extérieure, nous ne pouvons attendre beaucoup des économies américaines, chinoises, européennes et du Sud-est asiatique. [...] Nous avons vu les résultats du PIB de juillet-septembre, et nous pouvons facilement imaginer que les conditions économiques aient empirer d'autant plus depuis septembre ».
Pour faire face à la situation, Yosano demande le 26 octobre 2008 que le gouvernement injecte au moins 10 billions de yens (100 milliards de dollars) dans le secteur bancaire, en plus des 2 billions du plan présenté en août précédent, et appelle également le Premier ministre à ne pas dissoudre la Chambre des représentants dans l'immédiat afin de ne pas déstabiliser davantage les marchés. Il défend également que la relance se fasse avant tout par des mesures de luttes contre le chômage et les inégalités sociales, et non par des dépenses directes par exemple dans le domaine des travaux publics. Le gouvernement, et en son sein tout particulièrement Kaoru Yosano, prépare pas moins de trois plans de relance et de sauvetage bancaire en six mois. Le premier est avancé le 30 octobre 2008 avec un montant de 26,9 billions de yens (207 milliards d'euros) visant tout d'abord à dynamiser la consommation (par des réductions fiscales, des aides directes aux ménages comme la hausse ou la création de nouvelles allocations familiales ou vieillesses, la mise en place de prêts bonifiés et à terme la possibilité d'une augmentation sur 3 ans du taux de la taxe sur la consommation, jusqu'ici établi à 5 %) et à aider les petites et moyennes entreprises et les petites et moyennes industries qui assurent 70 % des emplois du Japon. Le deuxième, le 12 décembre 2008, atteint 23 billions de yens (192 milliards d'euros) supplémentaires, dont 10 billions de mesures fiscales (surtout des réductions d'impôts pour les propriétaires immobiliers, devant servir notamment à financer des logements et autres aides sociales aux travailleurs temporaires licenciés contraints de quitter l'habitation fournie par leur employeur) et 13 billions d'aides aux entreprises en difficultés (notamment en favorisant l'octroi de crédits ou par l'achat des traites émises par les sociétés pour leur permettre de lever des fonds). Et la situation s'aggravant encore au début de l'année 2009, poussant le pays dans sa plus forte récession depuis 1955 (le gouvernement annonce ainsi en avril 2009 qu'il prévoit une contraction de 3,3 % du PIB pour l'année budgétaire 2009-2010,), le troisième plan de relance est présenté le 10 avril 2009. D'un montant cette fois de 15,4 billions de yens (116 milliards d'euros), son financement implique notamment l'émission de 10 billions de yens (76 milliards d'euros) d'emprunts d'État (ce qui établirait le nombre d'émissions depuis le début de l'année 2009 à 44 billions de yens). Outre les aides supplémentaires aux entreprises et nouvelles mesures fiscales, ce nouveau programme se démarque de ses prédécesseurs en ce qu'il s'intéresse tout particulièrement à l'environnement (notamment par une prime de 100 à 250 000 yens pour l'achat de véhicules propres, l'installation de générateurs à énergie solaire dans 37 000 écoles, l'amélioration de l'isolation thermique de 3 millions d'habitations et bâtiments en 3 ans), la construction d'infrastructures (notamment la construction de pistes supplémentaires à Narita ou la création d'un nouvel axe entre ce dernier et Haneda) et les nouvelles technologies (en développant la recherche sur les cellules souches). Le budget additionnel pour financer ces nouvelles mesures est présenté à la Diète par Kaoru Yosano le 27 avril suivant et est adopté à la fin du mois de mai. Le montant total de la politique de relance du gouvernement Asō, et dont Yosano fut l'un des principaux architectes, s'élève à 65,3 billions de yens (515 milliards d'euros), 67,1 billions (527,9 milliards d'euros) si on y inclut le premier plan du gouvernement Fukuda d'avant la crise, soit en tout environ 14 % du PIB. 
Malgré ces dépenses exceptionnelles, Kaoru Yosano reste un ferme partisan de respecter l'objectif d'un excédent budgétaire d'ici à 2011. Il finit par réussir à convaincre Tarō Asō et la majorité de la nécessité d'augmenter à terme la taxe sur la consommation, le gouvernement approuvant le 24 décembre 2008 un programme d'engagements triennaux dans lequel il déclare : « Un pas législatif nécessaire doit être pris en avance afin que des réformes fondamentales de la fiscalité, incluant une hausse de la taxe sur les ventes, puissent être réalisées progressivement à partir de l'année fiscale 2011 et jusqu'au milieu des années 2010 pour établir une structure financière durable ». Afin d'appliquer ce nouvel objectif, une clause introduite dans un projet de loi lié au budget 2009 et adopté par le gouvernement le 23 janvier 2009 prévoit que la question d'une réforme fiscale générale soit traitée à partir du début de l'année fiscale 2011 par l'administration qui sera alors en place (cette disposition n'impose toutefois pas l'augmentation de la taxe sur la consommation, mais oblige le gouvernement en place à trancher sur la question). Ce texte est voté par la Diète en même temps que le budget le 27 mars 2009.

#### Ministre des Finances

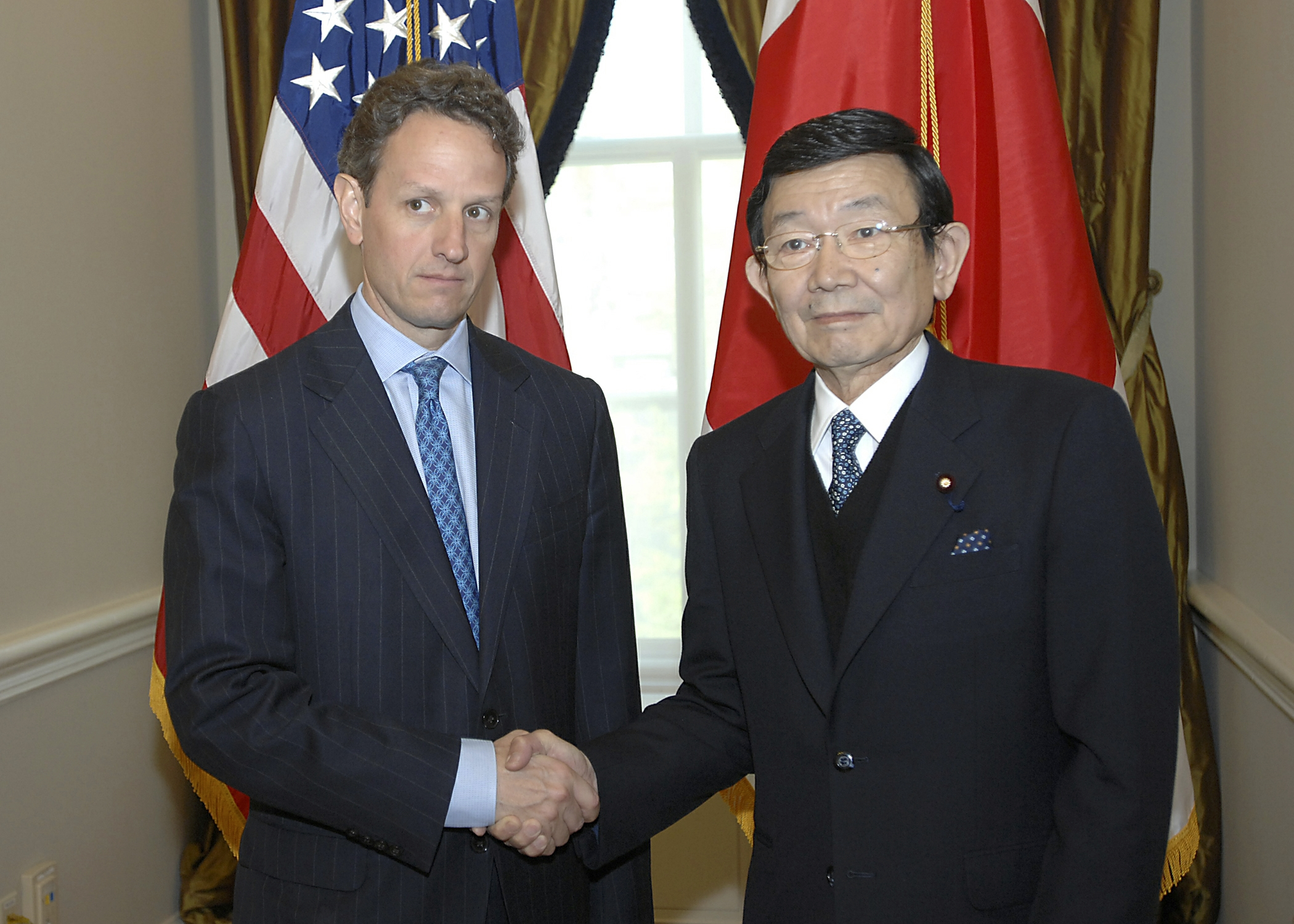
Kaoru Yosano et son homologue américain Timothy Geithner le 24 avril 2009

Le ministre des Finances et des Services financiers Shōichi Nakagawa est forcé de démissionner le 17 février 2009 après avoir été soupçonné d'ébriété pendant une conférence de presse lors du sommet du G8 de Rome. Tarō Asō choisit alors Kaoru Yosano pour le remplacer. Il cumule ainsi pas moins de trois portefeuilles, ceux des Finances, des Services financiers et de la Politique économique et fiscale (il doit toutefois abandonner ce dernier poste le 2 juillet 2009 à Yoshimasa Hayashi lors d'un léger remaniement effectué en vue des élections législatives à venir), et fait figure ainsi de véritable poids lourd au sein du Cabinet. Il est ainsi désormais seul pour organiser le plan de relance du 10 avril 2009 et le budget additionnel de mai. 
Concernant la politique monétaire internationale, il affirme le 16 juin 2009 son soutien au maintien du dollar US comme monnaie de référence mondiale. Et alors que le yen se renforce par rapport à la devise américaine, il s'oppose à toute intervention du Japon sur les marchés des changes.
Mais il se montre également au fil du temps de plus en plus hostile à un maintien de Tarō Asō, devenu très impopulaire, à la tête du parti alors que les sondages d'opinion montrent que le PDJ pourrait l'emporter lors des prochaines élections législatives. Le 15 juillet 2009, trois jours après la perte de la majorité à l'Assemblée métropolitaine de Tōkyō par la coalition PLD-Nouveau Kōmeitō, le Yomiuri Shimbun indique que Kaoru Yosano et le ministre de l'Agriculture Shigeru Ishiba aurait demandé au Premier ministre de démissionner volontairement. Le même jour, les noms des deux ministres apparaît parmi les 133 signataires d'une pétition lancée par Hidenao Nakagawa afin de demander une réunion d'urgence des parlementaires libéraux-démocrates dont l'ordre du jour serait d'avancer l'élection présidentielle du parti (normalement prévue pour la fin du mois de septembre, soit après le scrutin législatif). Mais plusieurs participants à cette rébellion lui retirent peu à peu leur soutien, faisant échouer la démarche le 17 juillet. À la place, la direction du PLD organise le 21 juillet 2009, jour où l'empereur annonce officiellement la dissolution de la Chambre des représentants et l'organisation des élections pour le 30 août suivant, un forum pour que Tarō Asō puisse expliquer devant ses troupes la manière dont il entend mener la majorité à la victoire et entendre les critiques à son encontre. 
Kaoru Yosano s'investit ensuite pleinement dans la campagne électorale, critiquant le programme économique du PDJ qu'il qualifie de « pêche à la mouche » visant à appâter les électeurs avec de grandes promesses. Selon lui, « les finances s'écrouleraient » si l'opposition arrivait au pouvoir. Il déclare de plus que financer les propositions démocrates nécessiterait une hausse de la taxe sur la consommation non pas à 10 % mais à 25 %. Mais, à 71 ans et à nouveau mis en difficulté dans circonscription par Banri Kaieda, sa santé montre des signes de faiblesses. Il fait notamment un malaise alors qu'il prononce un discours devant des partisans devant sa permanence électorale à Tōkyō le jour de l'ouverture de la campagne officielle le 18 août 2009. Et deux jours après le scrutin (qui voit une victoire massive du PDJ tandis qu'il n'est réélu que grâce à la proportionnelle), Yosano annonce qu'il ne pourra pas se rendre à la réunion des ministres des Finances du G20 devant se tenir à Londres les 4 et 5 septembre, sur recommandation de son médecin. C'est son vice-ministre, Wataru Takeshita, qui le remplace.

### Figure de l'opposition au PDJ (2009-2011)

#### Opposant à Yukio Hatoyama et à Tanigaki (2009-2010)
En vue de l'élection du nouveau président du PLD (Tarō Asō ayant décidé de ne pas briguer de nouveau mandat afin de porter la responsabilité de la défaite) du 28 septembre 2009, Kaoru Yosano décide, à l'instar d'autres vétérans et poids lourds du parti (dont Kunio Hatoyama, petit-fils du fondateur du mouvement Ichirō Ozawa, frère du président du PDJ devenu Premier ministre et ancien ministre des Affaires intérieures ayant démissionné à la suite d'un différend avec Asō en juin 2009, mais aussi les cadres dirigeants du Seiwakai, principale faction du parti, Nobutaka Machimura et Yoshirō Mori) de soutenir Yasutoshi Nishimura. Ce dernier, âgé de 46 ans et relativement inconnu du grand public pour n'avoir jamais occupé de fonction politique d'importance (sa plus haute position avant cela est celle de secrétaire parlementaire auprès du ministre des Affaires étrangères dans le gouvernement Asō), est assez critique à l'égard de la politique menée de 2001 à 2006 par Jun'ichirō Koizumi (car selon lui elle s'est trop appuyée sur les principes de compétition pour gérer l'économie) tout en reprenant plusieurs des positions de l'ancien Premier ministre (telles que l'abolition des factions, la lutte contre la bureaucratie ou la défense des visites au sanctuaire Yasukuni par des personnalités publiques), dans la lignée du principe des « réformes chaleureuses » de Yosano, et demande une coopération intergénérationnelle au sein du mouvement. Yosano choisit ainsi de le défendre face à celui qui apparaît comme le grand favori, l'ancien ministre des Finances Sadakazu Tanigaki (qui pourtant partage les mêmes visions que lui en matière économique et financière, et notamment concernant la hausse de la taxe sur la consommation), et contre celui qui se présente lui-même comme le candidat de la jeune garde et du changement générationnel, Tarō Kōno,,. Tanigaki l'emporte largement, par 300 voix sur 499, tandis que Nishimura arrive dernier loin derrière Kōno (avec 54 votes contre 144) mais en étant choisi par plus de parlementaires que ce dernier (43 contre 35). 
Au fil des mois, Yosano apparaît comme l'un des membres les plus actifs de l'opposition pour attaquer le gouvernement démocrate à la Diète. Il critique notamment le projet de budget pour 2011 (qui atteint le niveau record de 92,3 billions de yens, soit environ 704 milliards d'euros, tandis qu'il prévoit 44,3 billions de yens de nouvelles émissions d'obligations, ce qui risque de faire fortement augmenter la dette publique déjà très élevée), déclarant le 22 janvier 2010 : « Nous entrons dans une phase de croissance incontrôlable [de la dette] », et reprochant au nouveau parti au pouvoir de « ne pas avoir un sentiment de crise à ce propos ». Il met également en garde quant à une hausse des rendements obligataires, l'écart entre la dette publique et l'épargne nette des ménages se rétrécissant. Plus tard, lors d'un forum organisé par la société de courtage CLSA Asia-Pacific Markets (filiale du Crédit agricole) à Tōkyō le 22 février 2010, il reproche au Premier ministre sa décision de ne pas aborder la question d'une hausse de la taxe sur la consommation durant la législation en cours, déclarant : « Pour les hommes politiques, il est très difficile de parler d'une hausse des impôts. M. Hatoyama évite intentionnellement de parler de reconstruction fiscale. C'est une tragédie ». Il mène dans le même temps avec Kunio Hatoyama les attaques contre le frère de ce dernier au sujet des importantes aides financières que Yukio aurait reçu de sa mère (héritière du fondateur du fabricant de pneu Bridgestone) par le passé (pour un montant supposé de 15 millions de yens par mois). Tous deux accusent notamment le Premier ministre d'avoir lui-même demandé ses aides, et Yosano l'appelle en pleine session de la commission du budget de la Chambre des représentants le 12 février le « roi de la fraude fiscale d'Heisei » (平成の脱税王, Heisei no datsuzei-ō), expression très largement relayée dans la presse nationale et internationale,,. 
Mais il se montre également très critique à l'égard de Sadakazu Tanigaki et à sa manière de mener l'opposition, qu'il juge justement pas assez offensive à l'égard du gouvernement Hatoyama et de ne pas avoir réussi à transformer la baisse de popularité de ce dernier en une hausse des intentions de vote du PLD. Il appelle à sa démission de la présidence du parti à partir du début du mois de mars 2010, menaçant de faire dissidence et de créer un nouveau mouvement en s'alliant potentiellement avec Kunio Hatoyama ou le secrétaire général adjoint Hiroyuki Sonoda (un proche de Yosano, membre de la « faction des faucons financiers »). Ainsi, dans un entretien au quotidien indépendant en langue anglaise The Japan Times paru le 8 mars, il affirme : « [Tanigaki] n'est pas bon parce qu'il n'est pas prêt à se battre en disant les bonnes choses. Le chef de parti lui-même devrait en appeler aux électeurs. [Tanigaki] n'est pas qualifié ». Il précise encore plus sa démarche dans un essai qu'il publie le 10 mars dans le magazine mensuel Bungeishunjū, estimant que : « Sous le président Tanigaki, il n'est pas certain que le PLD puisse se reconstruire lui-même. Le temps s'écoule et je prendrai probablement une décision dans un futur assez proche ». Il insiste également sur le fait que son éventuel nouveau parti devrait poursuivre deux buts principaux : renforcer la compétitivité internationale du Japon et reconstituer les caisses de l'État touchées par la dette (passant par la hausse de la taxe sur la consommation à 10 % et l'utilisation de ses revenus pour financer la sécurité sociale exclusivement). Finalement, il met sa menace à exécution : il annonce ainsi le 2 avril 2010, conjointement avec Hiroyuki Sonoda, quitter le PLD, sa démission prenant effet le 7 du même mois. Il ne s'agit pas de la seule dissidence ayant eu lieu chez les libéraux-démocrates au printemps 2010 : elle fait suite à celle de Kunio Hatoyama (le 24 mars), est concomitante avec celle de Yoshio Nakagawa (issu de l'aile conservatrice et keynésienne, oncle de Shōichi Nakagawa) et précède celles de l'ancien ministre des Transports Takao Fujii (un ancien « rebelle postal » de 2005 qui avait réintégré le parti après le départ de Koizumi en 2006, il fait à nouveau sécession le 8 avril) et du populaire ancien ministre du Travail réformiste Yōichi Masuzoe (le 22 avril). 

#### Coprésident deTachiagare Nippon(2010-2011)
Kaoru Yosano, Hiroyuki Sonoda, Yoshio Nakagawa et Takao Fujii s'associent à l'ancien ministre de l'Économie, du Commerce et de l'Industrie Takeo Hiranuma (ancien membre du premier gouvernement Koizumi, il l'a quitté en 2003 pour s'être opposé au projet de privatisation de la poste et a finalement dû démissionner du PLD en 2005, en faisant l'une des principales figures des « rebelles postaux », il siégeait depuis 2005 comme non inscrit et s'est fait connaître pour ses positions conservatrices voire traditionalistes et son nationalisme confinant parfois jusqu'à la xénophobie,) et au gouverneur de Tōkyō Shintarō Ishihara (lui aussi célèbre pour sa façon directe de s'exprimer, pour son nationalisme et son discours hostile à l'égard de la république populaire de Chine mais également pour ses positions environnementalistes). Ensemble, ils fondent le 10 avril 2010 un nouveau parti d'opposition au PDJ mais aussi au PLD, baptisé Tachiagare Nippon (たちあがれ日本, littéralement « Debout, Japon »), nom officiellement traduit en anglais par Sunrise Party of Japan (SPJ), le « Parti de l'aube du Japon ». Kaoru Yosano en devient le coprésident, aux côtés de Takeo Hiranuma. Les commentateurs politiques marquent leur étonnement face à ce nouveau mouvement étant donné la différence idéologique importante entre ses deux dirigeants, l'un ayant été l'un des principaux architectes des réformes de Koizumi et l'autre l'un de leurs principaux détracteurs,. Ce chiasme apparent est notamment mis en avant par un autre membre de la chambre haute libéral-démocrate qui était pressenti pour rejoindre ce mouvement, Yoshitada Kōnoike, expliquant finalement ne l'avoir pas fait car ne pouvant pas travailler avec des personnes ayant « une philosophie et une vue de l'État différente ». 
Ils sont rejoints bientôt par trois autres anciens ministres ou collaborateurs de Koizumi. L'ancien ministre des Affaires intérieures (et un des artisans de la privatisation postale) Toranosuke Katayama (ancien membre de la Chambre des conseillers battu en 2007, il retrouve un siège lors de l'élection de juillet 2010) adhère ainsi en mai 2010. Il est suivi en juin par l'ancien ministre de l'Éducation Nariaki Nakayama (qui est à l'origine d'une « guerre des manuels » en 2004, nationaliste défendant des thèses révisionnistes concernant notamment le massacre de Nankin ou les femmes de réconfort, il était député avant d'être victime de la vague démocrate de 2009, il est candidat pour l'élection à la chambre haute de juillet 2010 mais n'est pas élu) ainsi que par son épouse Kyōko Nakayama (élue à la Chambre des conseillers depuis 2007, elle fut la conseillère des Premiers ministres Koizumi, Abe et Fukuda pour la question des enlèvements de Japonais par la Corée du Nord et ministre chargée de cette question d'Asō, elle défend une politique stricte et de sanctions à l'égard du régime de Pyongyang)[réf. nécessaire]. 
Malgré leurs différences, les différents membres de Tachiagare Nippon se retrouvent tout d'abord sur un point fondamental : mener une opposition combattive à l'égard de la majorité démocrate. Ainsi, il cite parmi ses objectifs principaux : « la défaite du PDJ ». Le parti s'oppose tout particulièrement à deux réformes proposées par ce dernier : le double nom pour les femmes mariées (un projet cher à la ministre de la Justice Keiko Chiba, qui consiste à permettre aux femmes mariées qui le souhaitent de conserver leurs noms de jeune fille et de le transmettre à leurs enfants au même titre que le père) et le droit de vote pour les étrangers résidents aux élections locales. Il reprend également les accusations portées par Yosano selon lesquelles le gouvernement démocrate mènera à terme à « des difficultés financières, une perte de compétitivité, au chômage et à un déclin sur la scène internationale ». La deuxième mission qu'il se fixe est la « résurrection du Japon » par une « société sociale digne » qui selon lui doit permettre de protéger la « pure tradition de la culture japonaise » qui est « riche et puissante, pleine d'assistance mutuelle ». Enfin, sa troisième mission est la « restructuration politique », en préparant notamment un « renouvellement générationnel » (tandis que certains observateurs, dont le Japan Times, rappellent que les membres du parti sont tous déjà des vétérans de la politique, dont quatre sur six, à commencer par Yosano lui-même, ont plus de 70 ans, cinq sur sept en y incluant Katayama, tandis que le benjamin de ses parlementaires, Takao Fujii, a 67 ans en 2010). De plus, Yosano réussit à faire inclure dans le programme du mouvement en vue des élections à la Chambre des conseillers du 11 juillet 2010 une hausse de la taxe sur la consommation très importante, tout en acceptant qu'elle soit retardée par rapport à l'échéancier que lui-même défendait par la baisse (celui d'une augmentation graduelle entre 2011 et 2015). La croissance du taux proposée est ainsi de 3 points (soit de 5 % actuellement à 8 %) dès 2012, et par la suite de 4 à 7 points supplémentaires, et d'utiliser au moins un tiers des revenus fiscaux ainsi créés pour baisser les impôts sur les sociétés et sur les revenus. Il s'agit alors avec le PLD du seul parti à faire ouvertement campagne en faveur d'une telle hausse, tandis que le nouveau Premier ministre et président du PDJ Naoto Kan a provoqué un vif débat au sein de son propre mouvement pour avoir sous-entendu qu'il pourrait envisager une telle mesure. 
Tachiagare Nippon connaît un résultat mitigé lors du scrutin à la chambre haute. Un seul de ses conseillers (Yoshio Nakagawa) est concerné par cette élection (et n'est pas réélu), et il obtient un élu (Toranosuke Katayama fait ainsi son retour à la Diète grâce à la proportionnelle nationale) : ainsi sa représentation parlementaire reste la même. Mais sa liste nationale à la proportionnelle n'a recueilli que 1 232 207,336 voix soit 2,11 % des suffrages exprimés et le septième score du pays (loin derrière le PDJ, le PLD, le Nouveau Kōmeitō, Votre Parti de Yoshimi Watanabe et le PCJ, il suit toutefois de peu le PSD et devance tant le NPP, allié dans la coalition au pouvoir des démocrates, que le Nouveau parti de la réforme de Yōichi Masuzoe). Les quatre candidats qu'il avait présenté au vote unique non transférable au niveau des préfectures ne totalisent pour leur part que 328 475 votes et 0,56 %, et aucun d'entre eux n'est élu. À Tōkyō, point d'implantation électorale de Yosano et où il s'est personnellement engagé pour soutenir la candidate du parti Asako Ogura, celle-ci n'a récolté que 120 023 voix (1,97 % des suffrages uniquement) et la neuvième place sur vingt-quatre postulants et pour cinq sièges à pourvoir. 
Après la mise en place de la nouvelle Chambre des conseillers, où le PDJ et ses alliés du Nouveau parti du peuple (NPP) ne disposent plus de la majorité, et surtout la réélection le 14 septembre 2009 par les démocrates à leur tête de Naoto Kan, pour un mandat de deux ans, sur un programme de contrôle accru des dépenses, Kaoru Yosano s'oriente peu à peu vers une logique de coopération avec le gouvernement. Après avoir rencontré à deux reprises Kan au Kantei, le 18 novembre 2010 puis le 4 décembre suivant, il milite pour que Tachiagare Nippon rejoigne finalement la coalition au pouvoir, provoquant un vif débat interne. Hiranuma et Yosano discutent du sujet avec le secrétaire général du PDJ Katsuya Okada le 22 décembre 2010. Yosano se retrouve toutefois vite isolé au sein de son parti, celui-ci rejetant finalement la demande d'alliance du PDJ le 27 décembre 2010. Yosano n'abandonne pas pour autant sa volonté de collaborer avec Kan et son administration, d'autant que le Premier ministre fait dans son discours pour la Nouvelle année des propositions allant dans le sens des thèmes de prédilection de l'ancien ministre des Finances (le chef du gouvernement déclarant alors vouloir mettre l'accent en 2011 sur une politique libre-échangiste d'ouverture du marché japonais et sur une réforme de la fiscalité et tout particulièrement de la taxe sur la consommation afin de financer le système de sécurité sociale). À la veille d'un remaniement ministériel, Kaoru Yosano finit par quitter Tachiagare Nippon le 13 janvier 2011 et s'inscrit à la Chambre des représentants au sein du groupe « PDJ et indépendants ». Il reste toutefois sans étiquette, n'adhérant pas pour autant au Parti démocrate.

### Ralliement au gouvernement Kan (2011)
Lorsque Naoto Kan remanie pour la seconde fois son gouvernement le 14 janvier 2011, il nomme en son sein Kaoru Yosano qui retrouve pour la troisième fois de sa carrière le ministère chargé de la Politique économique et fiscale, couplé à celui de l'Égalité sociale et des sexes et de la Réforme totale de la fiscalité et de la sécurité sociale. Justifiant son changement de camp, il déclare le jour même : « Je partage la pensée du Premier ministre sur la nécessité de réformer les finances publiques et la sécurité sociale ». Et Naoto Kan définit ainsi ce qu'il attend de son nouveau ministre : « Nous avons besoin d'un débat sur comment construire et financer un système de sécurité sociale stable. J'ai nommé M. Yosano pour élever le débat public sur cette question ». Cette nomination est d'autre part vue par les commentateurs comme l'un des symboles du nouvel agenda politique défini par Kan, à l'instar de celles de Hirohisa Fujii (qui a succédé en 2009 à Yosano au ministère des Finances avant de devoir partir pour raisons de santé en janvier 2010, il s'agit lui aussi d'un « faucon financier » adepte d'une hausse de la taxe sur la consommation) au poste de Secrétaire général adjoint du Cabinet ou de Banri Kaieda (l'adversaire électoral traditionnel et prédécesseur au ministère de la Politique économique et fiscale de Yosano, partisan du libre-échange) au ministère de l'Économie, du Commerce et de l'Industrie. 
Mais son entrée au gouvernement ne fait pas l'unanimité, autant dans l'opposition que dans la majorité. Ainsi, Kōzō Watanabe, vétéran et figure morale importante au sein du PDJ (et l'un des principaux soutiens de Kan lors de sa candidature pour une réélection à la tête du parti en septembre 2010) déclare le 18 janvier 2011 : « Malheureusement, c'était une erreur de nommer M. Yosano. [...] Il est honteux pour un homme politique d'abandonner son allégeance pour devenir un ministre du Cabinet ». D'après un sondage réalisé et publié par l’Asahi Shimbun la veille de cette prise de position de Watanabe, 50 % des personnes interrogées se disaient contre la nomination de Yosano tandis que 31 % la soutenaient. L'éditorialiste du Yomiuri Shimbun Takayuki Tanaka compare pour sa part Yosano le 28 janvier 2011 à Joseph Fouché, présenté comme l'archétype de l'homme politique opportuniste, rappelant d'ailleurs que le ministre de la Politique économique et fiscale cite lui-même parmi ses livres préférés la célèbre biographie de ce personnage historique français réalisée par Stefan Zweig. 
Quoi qu'il en soit, il se concentre sur l'objectif d'une réforme fiscale, tandis que le gouvernement semble vouloir appuyer celle-ci sur la provision que Yosano avait lui-même fait intégrer dans une des lois budgétaires de 2009 et selon laquelle une loi sur une révision générale des impôts doit être adoptée d'ici à la fin de l'année fiscale 2011. Après la baisse de la notation financière du Japon Standard & Poor's de AA à AA- le 27 janvier 2011, Kaoru Yosano interprète ainsi cette décision : « L'action de S&P's pourrait être un message du marché pour que le gouvernement procède aux réformes des impôts et de la sécurité sociale comme prévu ». Le 5 février 2011, le gouvernement met en place un panel d'experts chargé de faire des propositions sur ce sujet d'ici à juin, présidé par Kan et comprenant les ministres concernés (dont tout particulièrement Yosano) ainsi que des universitaires, des chefs d'entreprise ou des représentants syndicaux. Après s'être accordé un délai supplémentaire au-delà de la date butoir du 20 juin qu'il s'était initialement fixé, Naoto Kan présente officiellement le 30 juin 2011 le projet de réforme de la fiscalité et de la sécurité sociale finalement adopté par son gouvernement à partir des propositions du panel. Il prévoit surtout un doublement par étapes du taux de la taxe sur la consommation d'ici au milieu des années 2010 (fixé entre 2014 et 2016, à la condition que l'« économie s'améliore »). S'y ajoutent une hausse du taux d'honoraires médicaux à la charge des patients âgés entre 70 et 74 ans (qui devrait passer de 10 % à 20 %) et de l'âge auquel les pensions de retraites commencent à être versées (entre 68 et 70 ans, contre 65 ans avant la réforme), ainsi que des mesures pour renforcer la sécurité sociale des plus jeunes (en étendant, par exemple, le système de retraites des employés réguliers aux salariés à temps partiel).
Après la démission de Naoto Kan et son remplacement le 2 septembre 2011 par Yoshihiko Noda, Kaoru Yosano n'est pas reconduit au sein du nouveau gouvernement. S'il reste membre de la majorité, il annonce le 5 septembre quitter le groupe « PDJ et Indépendants » à la Chambre des représentants pour siéger désormais comme non inscrit.

### Problèmes de santé et retrait de la politique (2011-2012)
Il est annoncé après son départ du gouvernement qu'il souffre d'une réminiscence du cancer de la gorge pour lequel il avait déjà subi un traitement chirurgical en 2006, et qu'il a de plus en plus de mal à parler. Hospitalisé à plusieurs reprises. Alors que la réforme de la fiscalité, et notamment de la hausse de la taxe sur la consommation, qu'il a contribué à préparer est adoptée par la Diète en août 2012, son entourage annonce dans la presse le 5 septembre 2012 qu'il ne briguera pas de nouveau mandat de parlementaire aux élections législatives suivantes.

## Vie privée
Kaoru Yosano épouse en 1968 Tomoko Ishikawa (石川とも子, Ishikawa Tomoko, née en 1938), petite-fille de Takeyoshi Ishikawa, fondateur de la maison d'édition d'un magazine féminin Shufunotomo-sha,. Il en a eu deux fils : 
- Yū Yosano (与謝野優, Yosano Yū?),
- Minoru Yosano (与謝野稔, Yosano Minoru?), cadre financier de compagnie d'assurances[154].

Kaoru Yosano est un passionné et joueur expérimenté du jeu de go. Il a notamment réalisé à plusieurs occasions des parties, souvent médiatisées, contre Ichirō Ozawa,.